# Vladimir Stojković
Vladimir Stojković (cirill betűkkel: Владимир Стојковић; Loznica, Jugoszlávia, 1983. július 28. –) szerb labdarúgó.

## Pályafutása

### Kezdeti évek
Stojković sportoló családba született, édesapja szintén kapus volt, édesanyja pedig atletizált, diszkoszvető versenyeken indult, így szinte egyértelmű volt, hogy ő is sportoló lesz.
Tízévesen csatlakozott a Crvena Zvezdához, de az ificsapatban elnyomta őt a tehetségesebbnek tartott Vladimir Dišljenković. Miután Dišljenković felkerült a felnőtt keretbe, Stojkovićot kölcsönadták az FK Leotarnak, majd az FK Zemunhoz igazolt.

### Crvena Zvezda
A Crvena Zvezda 2005-ben eladta Dišljenkovićot az ukrán Metalurh Donecknek, Stojkovićot pedig visszavásárolta. Hamar igazolta, hogy megérte még egy esélyt adni neki, a belgrádi klub ugyanis megnyerte a bajnokságot és a kupát is. A 2005/06-os szezonban nyújtotta a legjobbját Walter Zenga irányítása alatt.

### Nantes
Stojković 2006 nyarán a francia Nantes-hoz igazolt körülbelül 3 millió euróért. A Kanárik Mickaël Landreau pótlására vették. Első néhány meccsén remek formában védett, de aztán visszaesett a teljesítménye és elvesztette helyét a csapatban Vincent Briant-nal szemben. A csapaton belül ekkoriban válság volt, ami rossz eredmények sorához vezetett, és újonnan érkezett menedzserrel, Michel Der Zakariannal nem értették meg egymást, így Stojković átadólistára került. Fabien Barthez visszatérése miatt valószínűleg nem kapott volna sok lehetőséget.

### Vitesse
2007 telén Stojkovićot hat hónapra kölcsönvette a Vitesse és 2007. március 3-án a Excelsior Rotterdam ellen lépett először pályára a holland élvonalban.

### Sporting CP
2007. július 11-én a portugál Sporting CP-hez igazolt. Itt is jó formában kezdett, de a szezon felénél megsérült és ezután már nem tudta visszaszerezni helyét a kezdő tizenegyben.
2008 nyarán a Sporting elengedte Stojkovićot próbajátékra a Premier League-ben szereplő Evertonhoz. Azonban már az első edzés első órája után távozott mindenféle magyarázat nélkül. A klub egyik szóvivője azzal magyarázta az esetet, hogy már nem érdeklődnek a játékos iránt nehéz természete miatt.
2009-ben a spanyol Getafe együttesénél, 2010-ben pedig az angol Wigan Athletic csapatánál szerepelt kölcsönjátékosként.
A Sportingnál töltött 4 év alatt mindössze 9 alkalommal szerepelt a csapatban.

### FK Partizan
2010. augusztusában egyéves kölcsönszerződés keretében a FK Partizanhoz került, ahol első számú hálóőrként bajnoki címet szerzett. A sikeres szezon végeztével aláírt a fekete-fehérekhez, akikkel a következő két szezonban is a szerb pontvadászat élén végeztek.

### Ergotélisz
A 2014-ben szabadlistára helyezett kapus hat hónapra kötelezte el magát a görög Ergotélisz csapatához.

### Makkabi Haifa
Az izraeli Makkabi Haifa 2014. júniusában hároméves szerződéssel csábította magához a szerb portást.

### Nottingham Forest
2016. augusztus 24-én, két évre írt alá a Nottingham Forest csapatához.

### Ismét Partizan
2017. augusztus 15-én visszatért korábbi klubjához a Partizanhoz. 2018. január 23-án új, négyéves szerződés írt alá, majd miután Saša Ilić visszavonult, őt nevezték ki az új kapitánynak.

### El-Fajhá
2021. július 28-án egyéves szerződést kötött a szaúdi el-Fajhával.

## Válogatott

### Korosztályos válogatott
Stojković második számú kapus volt Nikola Milojević mögött abban az U21-es szerbia és montenegrói válogatottban, mely bejutott a 2004-es U21-es Eb döntőjébe. Végig Milojević védett, így ő nem jutott szerephez.
A Crvena Zvezdában nyújtott jó teljesítménye miatt a válogatottnál is bizalmat szavaztak neki, részt vett a 2006-os U21-es Eb-n is, ahol Danko Lazović hiányzásakor ő volt a csapatkapitány.

### Felnőtt válogatott

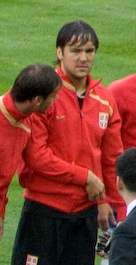
Stojković Szerb válogatottban 2008-ban

Stojkovićot behívták a 2006-os vb-re utazó szerb és montenegrói válogatottba. A tornán a csapat mindhárom meccsén a kispadon ült.
2006 nyarán Javier Clemente lett a frissen megalakult szerb válogatott szövetségi kapitánya, ő pedig Stojkovićot tette meg első számú kapusnak. 2006. augusztus 16-án, Csehország ellen mutatkozhatott be a nemzeti csapatban. Miután a csapat nem jutott ki a 2008-as Eb-re, Clemente helyett Miroslav Đukić ült a válogatott kispadjára, de Stojković helye biztos maradt a válogatottban annak ellenére, hogy klubcsapatában nem jutott rendszeresen lehetőséghez.

## Sikerei

### Klub

#### Crvena Zvezda
- Szerb bajnok (2): 2003–04, 2004–05
- Szerbia és Montenegrói kupagyőztes (2): 2001–02, 2003–04

#### Leotar
- Bosnyák bajnok (1): 2002–03

#### Sporting
- Portugál kupagyőztes (1): 2007–08
- Portugál szuperkupa-győztes (2): 2007, 2008

#### Partizan
- Szerb bajnok (3): 2010–11, 2011–12, 2012–13

#### Makkabi Haifa
- Izraeli kupagyőztes (1): 2015–16

#### El-Fajha
- Szaúd-arábiai kupa (1): 2021–22

### Válogatott
- U21-es Eb ezüstérmes (1): 2004